# Oskar Mahler

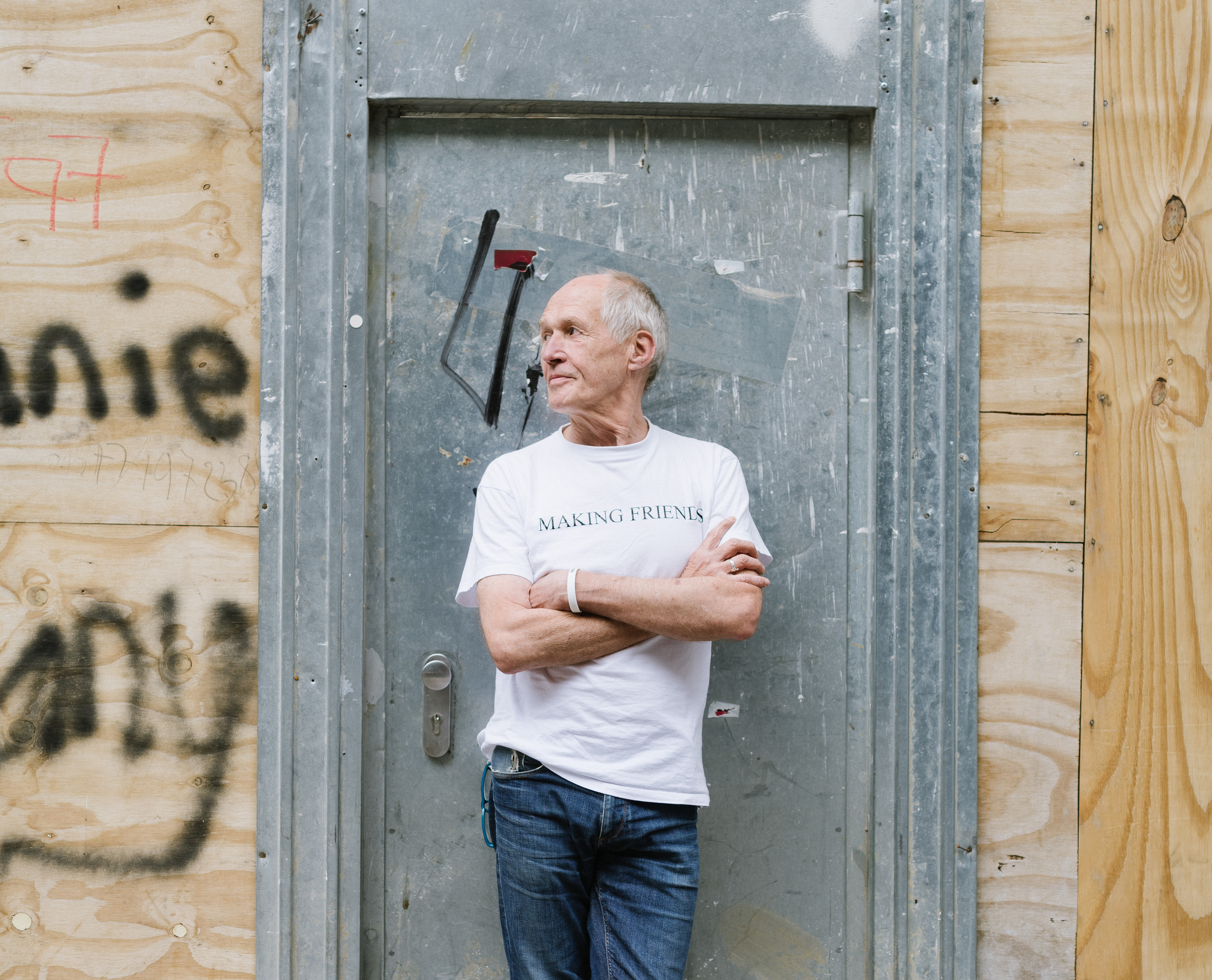
Oskar Mahler (2018)

Hansgeorg Eugen Oskar Mahler (* 8. August 1952 in Straubing) ist ein deutscher Künstler, Schauspieler, langjähriger Regisseur und Spieler von Puppentheater, Theatergründer, Buchautor und Chronist des Frankfurter Bahnhofsviertels.

## Leben
Oskar Mahler wurde als Sohn des Künstlers Eugen Mahler und der Übersetzerin Elisabeth Mahler geboren. Nach dem Abitur in der Main-Taunus-Schule in Hofheim am Taunus studierte Mahler Pädagogik in Frankfurt, danach Ausbildung in Paris und San Francisco. Eine Ausstellung erster bildhauerischer Arbeiten erfolgte 1970. Im Jahr 1975 war er Mitgründer des Klappmaul Theater, ein Puppentheater mit den Schwerpunkten Kinder-, Familien- und Musiktheater. Mahler war 30 Jahre lang als Regisseur, Puppenspieler und Bildhauer für das Theater tätig. Mit dem Ensemble gastierten er und seine Mitstreiter bis Mai 2005 im gesamten deutschsprachigen Raum. Mahler ist Mitgründer des Freien Theaterhaus Frankfurt. 1989/90 spielte und sprach er die Klappmaulfigur Max Babelnase in der ZDF-Serie Komm Puter!.
2005 beendete er seine Theaterarbeit und eröffnete im Frankfurter Bahnhofsviertel das Hammermuseum Frankfurt, seinerzeit die zweitgrößte Hammersammlung Deutschlands und das einzige Werkzeugmuseum weltweit, das sich in der Präsentation der Mittel der modernen Kunst bediente. Im März 2019 schloss er sein Museum.
2012 verkörperte er im Film „Iron Sky“ einen alten Mann. 2013 spielte er anlässlich des 125sten Geburtstages des Hauptbahnhof Frankfurt in dem Jubiläumstheaterstück die Rolle des Visionärs.
Mahler hat einen Sohn und lebt in Frankfurt am Main. Seit 2016 ist er bei der SPD aktiv.
2023 wurde Oskar Mahler die Bürgermedaille der Stadt Frankfurt am Main verliehen.

## Veröffentlichungen (Auswahl)
- Oskar Mahler und weitere Autoren: Einsteigen, bitte!: Eine literarisch-fotografische Entdeckungsreise. Hrsg.: Ursula Zimmermann. Verlag VBN, Berlin 2016, ISBN 3-941712-47-0, Der Frankfurter Hauptbahnhof und das Glück, S. 52–63.
- Oskar Mahler und weitere Autoren: Hauptbahnhof Frankfurt am Main: Die Verkehrsdrehscheibe in der Mitte Deutschlands – 125 Jahre. Verlag VBN, Berlin 2014, ISBN 978-3-941712-32-4, Der Frankfurter Hauptbahnhof erzeugt eine Metropole – ein Pas de Deux, S. 100–105.
- Drei Riesen auf Reisen. Atlas Magazin, Frankfurt/M. 2014, DNB 1058647563.
- Atlas Jubiläumszeitung – 125 Jahre Frankfurter Hauptbahnhof. Atlas Zeitung, Frankfurt/M. 2013, DNB 1058767208.
- Der Elefant und Ferdinand. Dickworz Bladda Verlag, Mörfelden-Walldorf 1980, ISBN 3-922689-00-0.